# اکلز (ویرجینیای غربی)
اکلز(به انگلیسی: Eccles) شهری در ایالت ویرجینیای غربی کشور ایالات متحده آمریکا است که جمعیت آن در سرشماری سال ۲۰۱۰ میلادی، ۳۶۲ نفر بوده‌است.